# القرى البدوية غير المعترف بها في إسرائيل

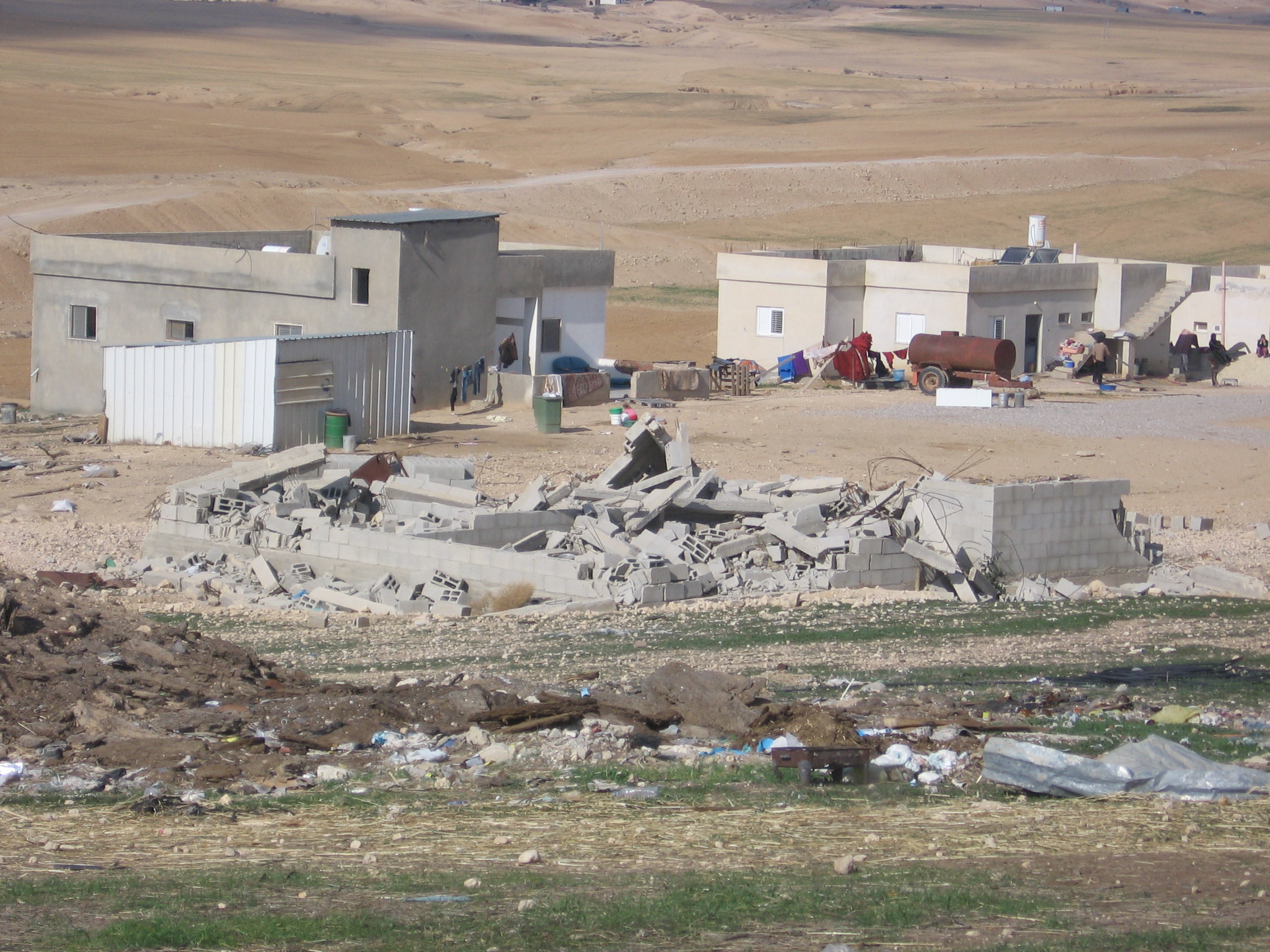
قرية غير معترف بها في النقب

هي قرى عربية في النقب غير معترف بها من قبل حكومة إسرائيل ويبلغ عددها 45 قرية ويقطنها ما يقارب 75,000 ألف نسمة وحسب الإحصائيات تبلغ مساحة الأرض التي هي بحوزة هذه القرى أكثر من 180,000 دونم وتفتقر هذه القرى إلى الحد الأدنى من البنية التحتية، الكهرباء، خطوط الهواتف، الصرف الصحي، الشوارع، العيادات الصحية والنقص الكبير في المدارس ومياه الشرب وتعيش أكثرها في ضائقة وتعاني من البطالة والفقر بشكل مأساوي وبالرغم من هذا يصمد سكانها ويتمسكون بالأرض ويرفضون الإغراءات السلطوية والأساليب التي تحاصر هذه القرى اقتصاديا وإنسانيا حتى تجبر سكانها على الرحيل إلى تجمعات التوطين القسري.
وفقًا لسجلات الانتداب البريطاني فإنّ 12,600,00 دونم من أراضي النقب هي ملك للعرب البدو. ويكافح البدو، اليوم، للاحتفاظ بملكية 240,000 دونم من الأرض التي لا يزالون يمتلكونها.
يعيش نحو 56% من البدو في 7 قرى أقامتها لهم الحكومة هي: رهط، حورا، تل السبع، لقية، شقيب السلام، كسيفة وعرعرة النقب.وتفتقر القرى المعترف بها إلى البنية التحتيّة الملائمة، وتوفر المساكن الرديئة، وتحصل على خدمات حكومية غير كافية، شأنها شأن القرى العربية الأخرى.
ويشير تقرير أعدّته مؤخرًا دائرة الإحصاء المركزية الإسرائيلية عن الوضع الاجتماعي- الاقتصادي لـ 204 سلطات محلية في “إسرائيل” إلى أن جميع البلدات التي خطّطت لها الدولة في النقب احتلت أسفل السّلم الاجتماعي- الاقتصادي (رهط- المكان الأول، عرعرة النقب- المكان الثاني، تل السبع- المكان الثالث، كسيفة- المكان الرابع، شقيب السلام- المكان الخامس).

## ظروف القرى غير المعترف بها
يعيش بقية فلسطيني النقب (44%) في قرى غير معترف بها منتشرة في النقب. ولا يظهر عدم المساواة بين اليهود والعرب في أي مكان في “إسرائيل” بهذه الحدّة التي يظهر بها في القرى غير المعترف بها. ونظرًا إلى اعتبار هذه القرى غير قانونية من وجهة النظر الإسرائيلية، يتم استثناؤها من الخرائط الرسمية، وتحصل على القليل من الموارد الحكومية، ولا يوجد لديها دوائر حكم معترف بها رسميًّا ومنتخبة محليًّا، وتحصل على القليل من الخدمات الحكومية مثل الماء، الكهرباء، الهاتف، والمنشآت التعليمية والصحية، أو أنها لا تحصل عليها بتاتًا.
ويعيش معظم سكان القرى غير المعترف بها في أكواخ، خيم أو مبانٍ غير ثابتة، مع القليل من الحماية من الظروف الصحراوية الصعبة. ولسبب اعتبار هذه المباني غير قانونية، تقوم السلطات الإسرائيلية- في الكثير من الأحيان- بهدمها. ووفقًا لتقديرات جامعة بن غوريون، تم تسليم أوامر هدم بحق 16,000 مبنًى في القرى غير المعترف بها.
وتقبع هذه القرى تحت خطر دائم بهدم بيوتها وبإخلاء السّكان من قراهم ولا تتمتع القرى «غير المعترف بها» التي ترى فيها إسرائيل «تجمعات غير قانونية»  بأیة مكانة رسمية وهي غائبة عن مخططات الدولة وعن الخرائط الحكومية وتفتقر إلى المجالس المحلية ولا تنتمي إلى أیة سلطات حكم محلية أخرى كما انها بالكاد تتلقى أو انها لا تتلقى بتاتا خدمات اساسية مثل الكهرباء والماء وخطوط الهواتف والتعليم أو المنشآت الصحية.
وتنظر الحكومة إلى سكّان هذه القرى على أنهم «مُعتدُون على أراضي دولة» مع أنّ الكثير من هذه القرى تقع على الأراضي الموروثة عن العرب الفلسطينيين البدو منذ اجبال أو ان الحكم العسكري المفروض على الفلسطينيين في إسرائيل بين العام1948 و1966 أُجبر سكان بعض القرى على النزوح إلى أماكنهم الحالية  وهكذا، وفي ظلّ هدم البيوت الحالي والتهدیدات بالإخلاء، یواجه هؤلاء الفلسطينيين مواطني إسرائيل خطرَ الترحيل للمرة الثانية.

## خلفية تاريخية
بدأت حكاية القرى غير المعترف بها في النقب منذ عام 1951 حين قامت “إسرائيل” بسن قوانين هدفها الأسمى مصادرة وسلب الأراضي وتهجير سكانها، فعلى سبيل المثال قامت “إسرائيل” باعتماد قانون قانون ‘الحاضر الغائب’ عام 1951 وقانون أراضي “إسرائيل” عام 1953 لتمنع رد الملكية إلى أصحابها الحقيقيين فحولت “إسرائيل” بموجب هذه القوانين حوالي 13 مليون دونم إلى ملكيتها في النقب.
في عام 1965 اعتمدت “إسرائيل” قانون التخطيط والبناء وبموجب هذا القانون أصبحت منطقة السياج* منطقة زراعية يمنع فيها البناء فأصبحت كل البيوت والمباني في هذه المنطقة غير قانونية وبذلك يتوجب على السلطات التنفيذية أن تطبق هذا القانون وتقوم بهدم المباني واقتلاع الأهل.
في عام 1969 بدأت الحكومة الإسرائيلية خطتها لتركيز عرب النقب في تجمعات سكنية منطلقة من الإستراتيجية القائلة “تركيز أكبر عدد ممكن من العرب على أقل مساحة ممكنة من الأرض” ونشر أقل عدد ممكن من اليهود على أكبر مساحة ممكنة من الأرض. بناء على ذلك أقامت “إسرائيل” سبعة تجمعات سكانية لتركيز العرب فيها (تل السبع- راهط – عرعرة النقب– كسيفه- شقيب السلام- حوره-اللقية)، لكن الخطة فشلت في تركيز كل عرب النقب في هذه التجمعات. ومع استمرار التشريعات تم في أواخر السبعينيات اعتماد قانون السلام وتم بموجب هذا القانون مصادرة ما يقارب 85,000 دونم من عرب النقب.
وما بين عام 1979-1980 قامت إسرائيل باستغلال معاهدة كامب ديفيد ونقلت المعسكرات والمستوطنات الإسرائيلية من سيناء إلى النقب كما قامت أيضا بسن قوانين جائرة لمصادرة أراضي عرب النقب، وقد أطلقت العنان ‘للدوريات الخضراء’ لملاحقة وإرهاب البدو وطردهم من الأرض حيث أعلنت الدوريات الخضراء مناطق شاسعة من أراضي النقب كمناطق عسكرية مغلقة مما أدى إلى طرد عشرة ألاف نسمة من بدو النقب من أرضهم إلى داخل نقاط التوطين القسري التي حددتها المؤسسة الإسرائيلية. وفي هذه الحقبة قامت المؤسسة الإسرائيلية أيضا بمصادرة 80,000 دونم من أراضي البدو ومنعتهم من الدخول إليها أو زراعتها.
وفي عام 2004 سنَ قانون طرد الغزاة حيث اعتبرت “إسرائيل” العرب البدو في النقب «غزاة يجب طردهم».
وكنتيجة حتمية لهذه التشريعات والقوانين فقد ظهر لدينا ما يعرف بالقرى غير المعترف بها. أخذت هذه القرى التسمية من عدم اعتراف الحكومات الإسرائيلية بهذه القرى لأسباب سياسية وذلك بالرغم من أن هذه القرى شرعية من الناحية التاريخية وقائمة قبل عام 1948.

## قائمة بأسماء القرى غير المعترف بها
فيما يلي قائمة بالقرى غير المعترف بها في إسرائيل:
- ضحية
- الباطل/كركور
- السر
- خشم زنة
- السدير
- باط الصراعية
- خربة الوطن
- عوجان
- غزة (قرية)
- كحلة
- الجرة
- الباط
- تل الملح
- وادي غوين
- الزرنوق- أبو قويدر
- صووين
- أم متنان
- دريجات
- الزعرورة
- تلاع رشيد
- الشهبي
- بير هدّاج
- العراقيب
- المذبح
- وادي المشاش
- قطامات/المطهر
- المزرعة
- قصر السر
- أبو تلول
- خربة السبالة
- المساعدية
- بير الحمام
- القرين
- أم نميلة
- عبدة
- سعوة
- عتير/ أم الحيران
- وادي النعم
- تل عراد
- الفرعة
- رخمة
- الحمرة
- البحيرة
- المكيمن
- بير المشاش
- السيد
- السرة
- أم رتام
- الغراء
- عمرة
- أم بطين